# Mobula munkiana
La mobula de Munk, manta violácea, manta de Munk, raya diablo de Munk, manta chica, manta enana, o tortilla (Mobula munkiana) es una especie de la familia Myliobatidae del grupo de rayas Myliobatiformes.

## Descripción
Es la especie de mobula más pequeña presente en el Golfo de California con tallas registradas desde los 33 cm de ancho de disco (AD) hasta los 130 cm de AD. Se estima que individuos adultos en promedio miden de 89 a 100 cm de AD, con un máximo reportado de 130 cm. Puede pesar hasta 25 kg. Posee dos espiráculos subcirculares situados ventralmente a la altura de las aletas pectorales y una coloración marrón-oliva en la parte dorsal y blanca en la parte ventral con grisáceo en la parte distal de las aletas pectorales. 
La mayoría de los especímenes presentan un “collar” negro oscuro, con una franja gris más clara a menudo visible en el frente, intercalada entre el collar y una franja oscura alrededor de la boca. El borde de la aleta dorsal es oscuro a lo largo de las márgenes, y a menudo con un área gris más clara en el medio. Poseen una cola lateralmente comprimida en su base, que es más corta que el AD y no presenta espina caudal.

## Distribución y hábitat
Es una especie endémica de aguas tropicales costeras y oceánicas entre los 32°N y 7°S y 114°W y 77°W del Océano Pacífico Oriental. Se distribuye desde el Golfo de California hasta Perú, incluyendo a las Islas Cocos, Islas Malpelo e Islas Galápagos y las áreas costeras adyacentes. Se encuentra en los hábitats neríticos y costeros, utilizando principalmente los 30 primeros metros de la columna de agua tanto durante el día como en la noche 
Las bahías someras con fondos arenosos del Archipiélago de Espíritu Santo, Baja California Sur (B.C.S.) funcionan como áreas de protección y alimentación para neonatos y juveniles sirviendo de áreas de crianza en las primeras etapas de vida de Mobula munkiana. El rango de temperaturas del hábitat en la que ha sido encontrada va de los 17.5 ⁰C a los 30 ⁰C.

## Alimentación
Como las otras especies de mobulidos, Mobula munkiana son animales filtradores, lo que implica que para obtener su alimento deben ingerir una gran cantidad de agua a través de su boca, filtrarla y capturar a través de sus branquias el alimento que luego pasa a su estómago. Su dieta consiste principalmente en zooplancton y pequeños peces.
Mobula munkiana se alimenta cerca del fondo predominantemente de Proneomysis wailesi y de Mycidacea spp, los cuales se encuentran generalmente en aguas poco profundas cercanas a la costa o en estuarios. En la temporada fría, su presa principal, Proneomysis wailesi, es más abundante pero su presencia disminuye en la temporada cálida, cuando posiblemente cambie su alimentación al eufásido, Nyctiphanes simplex. Según los valores del d13C los juveniles y neonatos se alimentan en lugares más cercanos a la costa y los adultos en zonas más oceánicas. Los adultos se mueven horizontalmente cambiando el origen de su fuente de alimento de invierno a verano, siendo el nivel trófico de su presa el mismo en ambas zonas (zooplancton), sin embargo, regresan cada año a la misma zona de alimentación oceánicas. 

## Reproducción
Es similar a la de algunos tiburones. El macho dispone de un órgano transmisor de esperma que se desarrolla a lo largo de la parte interior pélvica; cada uno tiene un conducto a través del cual el esperma se transfiere a la hembra, donde se produce la fertilización.
Durante el cortejo, uno o más machos persiguen a la hembra. Al final el macho ganador agarra una de las aletas de la hembra entre sus dientes y presiona su vientre contra el de ella, flexiona uno de sus claspers y lo introduce en la abertura de la hembra.

## Migración
Es particularmente conocida por su comportamiento de agregación, reuniendo a miles de individuos, presumiblemente para el apareamiento.

## Depredadores
Además del ser humano, sus depredadores suelen ser tiburones y grandes odontocetoss como las orcas.